# Ermitage Notre-Dame-de-Vie d'Argelès-sur-Mer
L'ermitage Notre-Dame-de-Vie  (en catalan : Nostra Senyora de Vida) est un sanctuaire religieux situé au sud-ouest de la commune française d'Argelès-sur-Mer, sur le massif de la Massane, à environ 130 m d'altitude.

## Localisation
L'ermitage se dresse sur les flancs du massif des Albères, dans la région du Roussillon, dans l'extrême Est des Pyrénées. Il se situe à proximité immédiate de la chapelle Saint-Jérôme. Le site, situé sur une colline, offre une vue dominante sur la plaine du Roussillon.

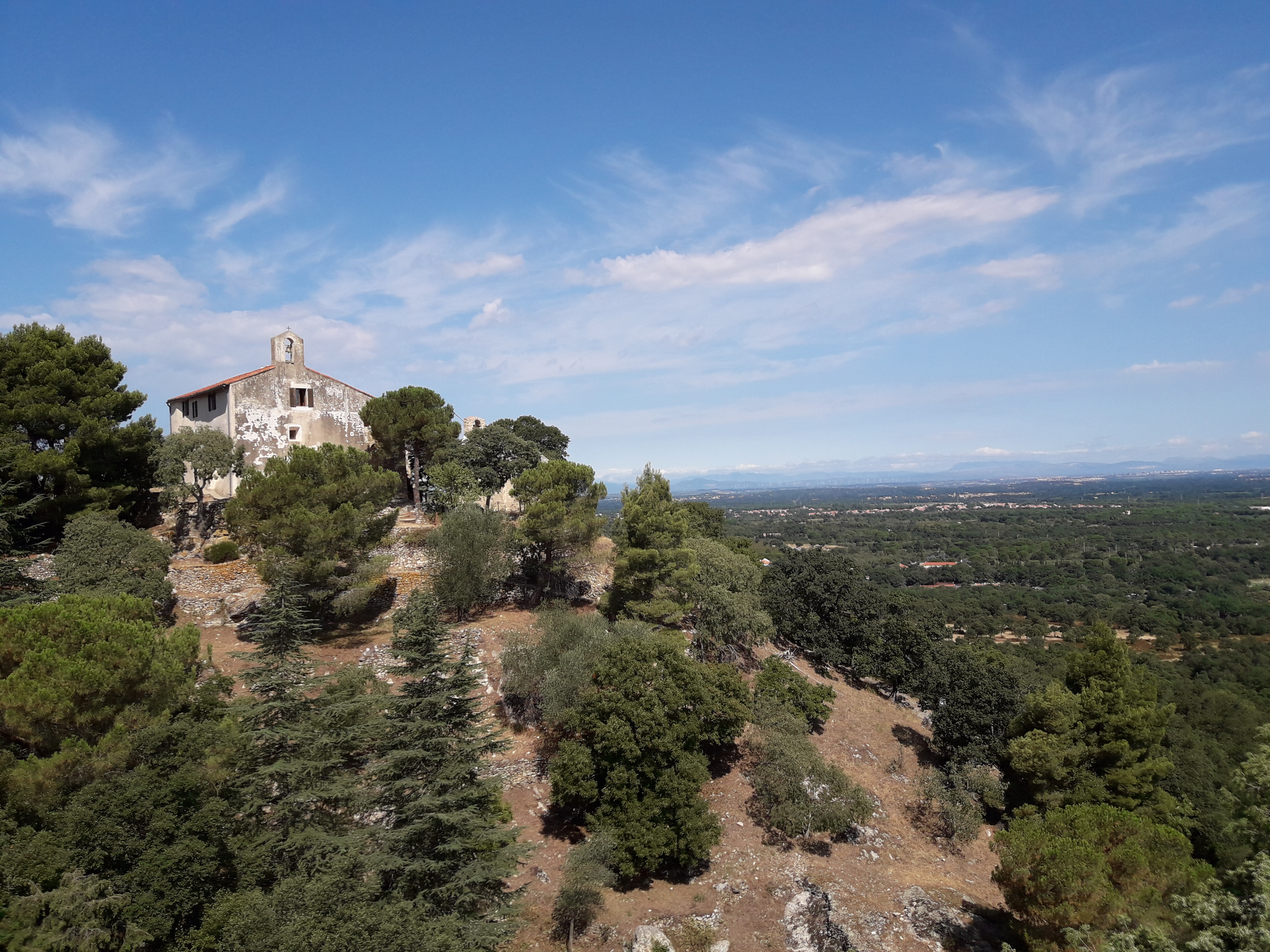
L'ermitage surplombe la plaine du Roussillon.
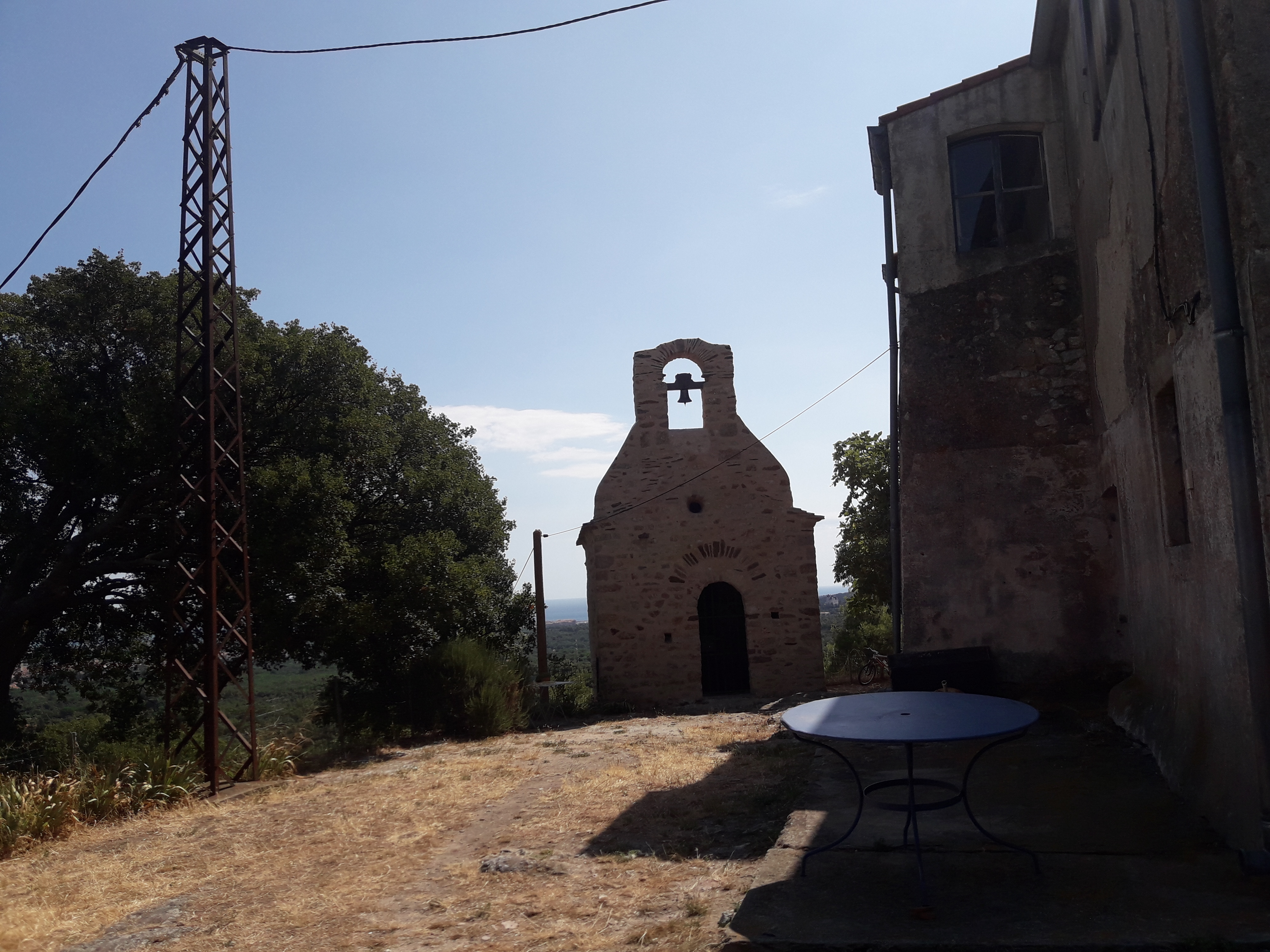
La façade nord de l'ermitage en 2018 avec la chapelle Saint-Jérôme toute proche.

## Toponymie
Le site est mentionné en 1293 sous le nom de Castrum Magdalena, puis en 1312 comme ecclesia Sanctae Mariae Magdalenae. En 1688 apparait le nom de Hermita de Sancta Magdalena. À partir de la fin du XVIIe siècle, on rencontre les formes Mare de Déu de Vida et Nostra Senyora de Vida.

## Histoire
Sans être aussi ancien que la petite chapelle de Saint-Jérôme située quelques mètres plus bas, l'ermitage possède encore des fondations et certains murs particulièrement épais remontant au XIIe siècle. Sans doute remanié plusieurs fois, l'actuel édifice est notamment en partie reconstruit en 1666.
D'abord dédié à sainte Madeleine, le site est ensuite dédié à sainte Marie au XVIIe siècle, à la suite de périodes d'importantes épidémies en Roussillon.
Encore au XXe siècle, l'ermitage est un lieu d'importants aplecs (rendez-vous religieux et festifs de pèlerins).

## Architecture

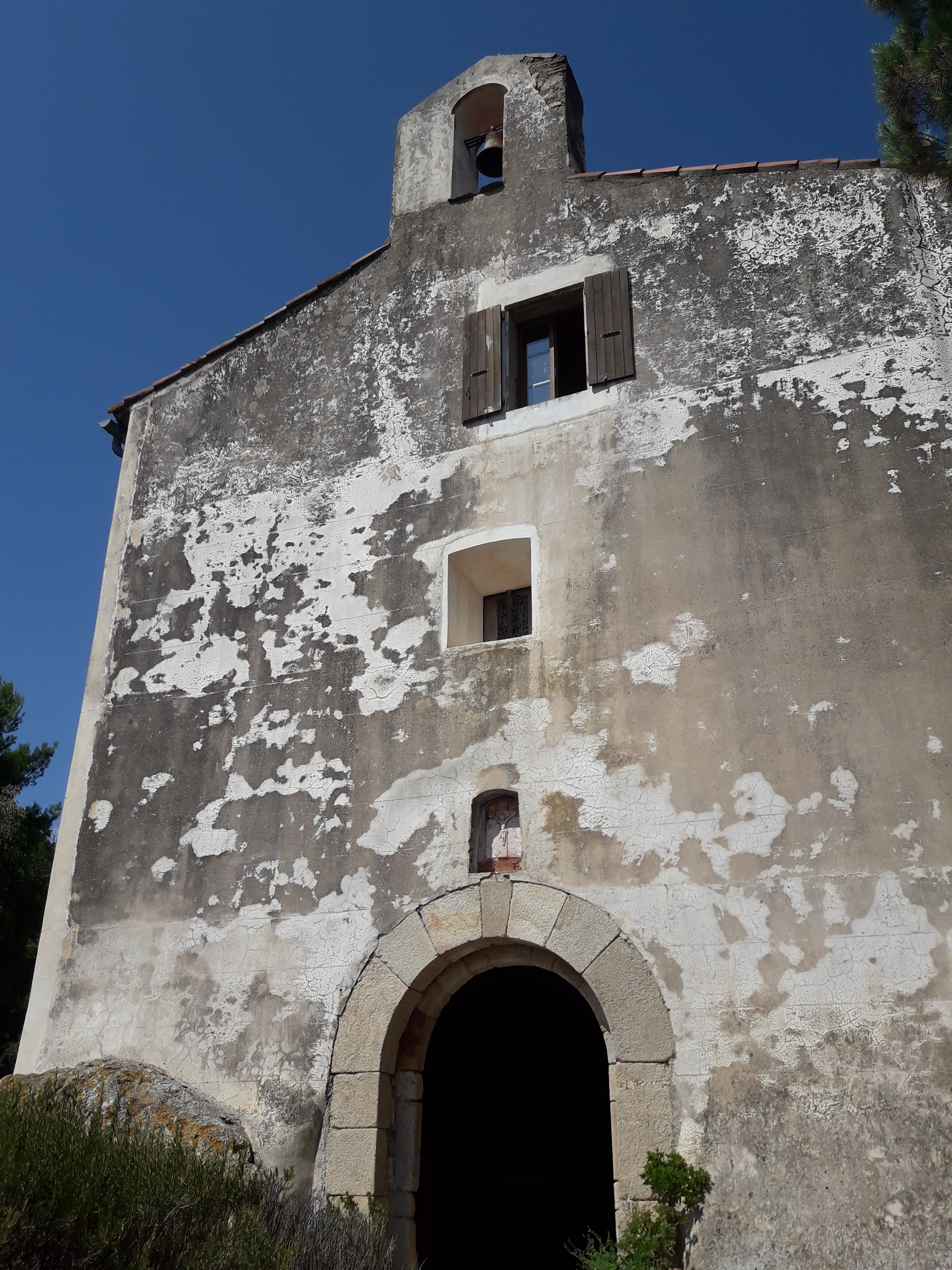
La façade Est.
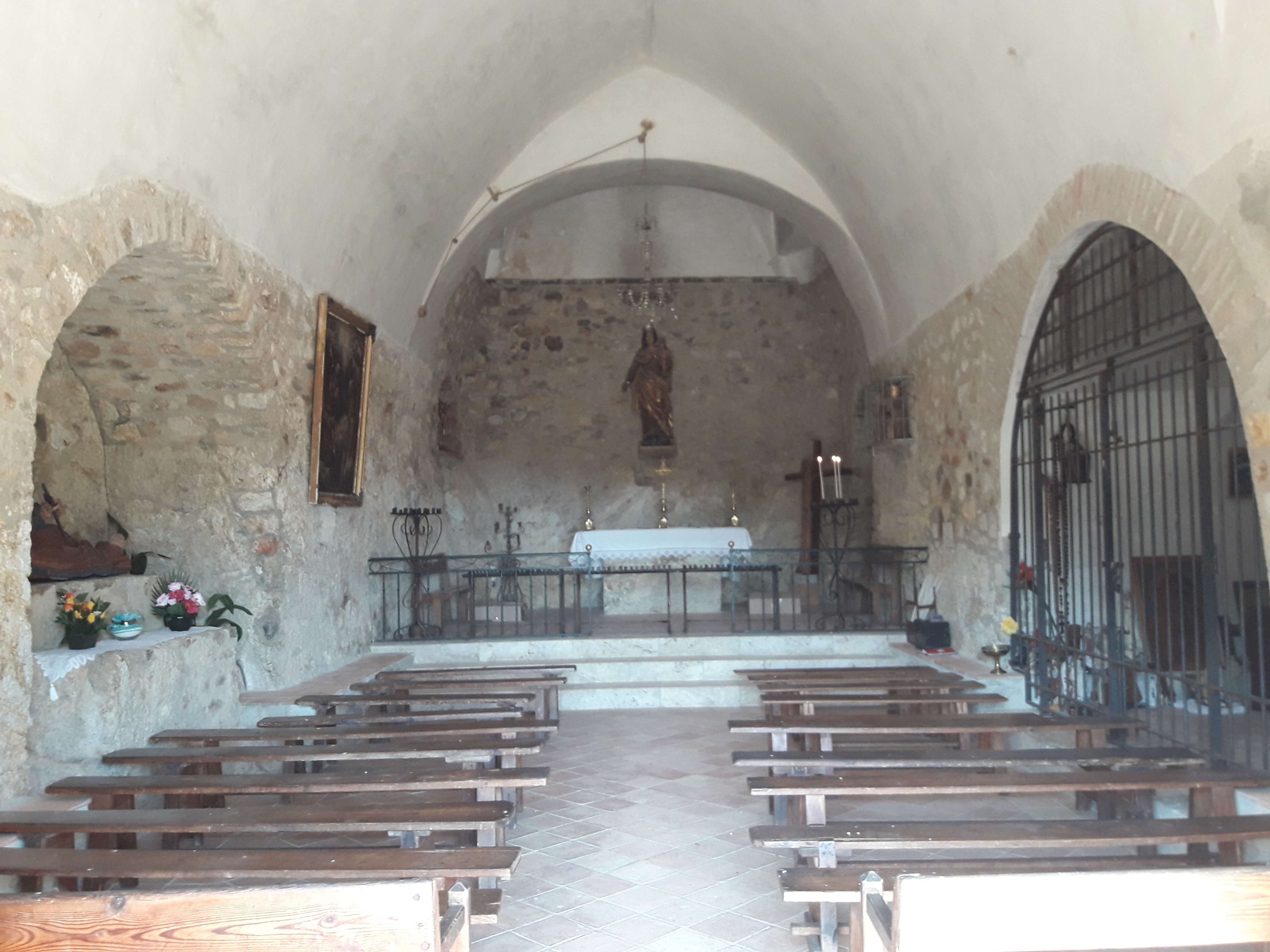
L'église du site.
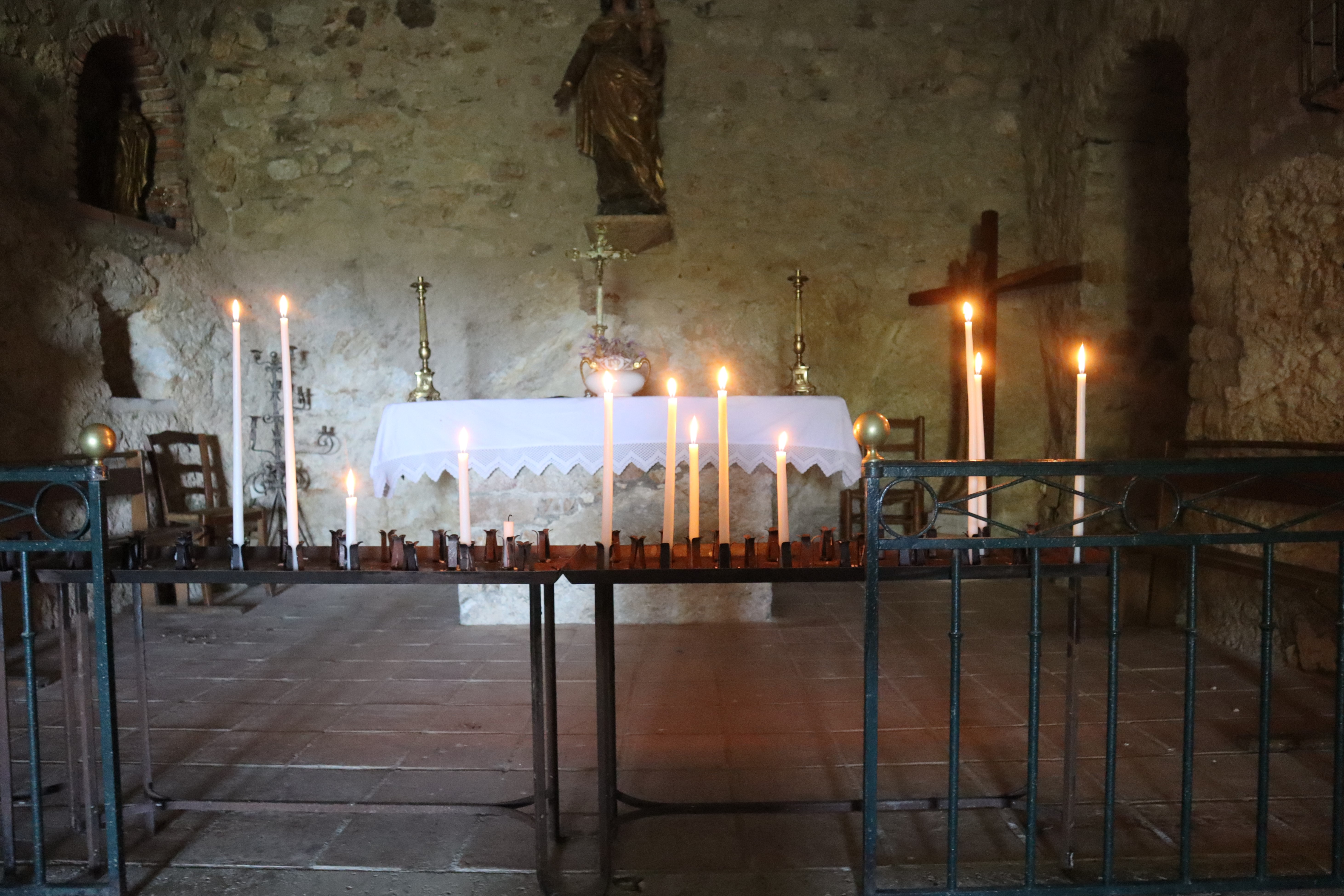
Le chœur en 2022.
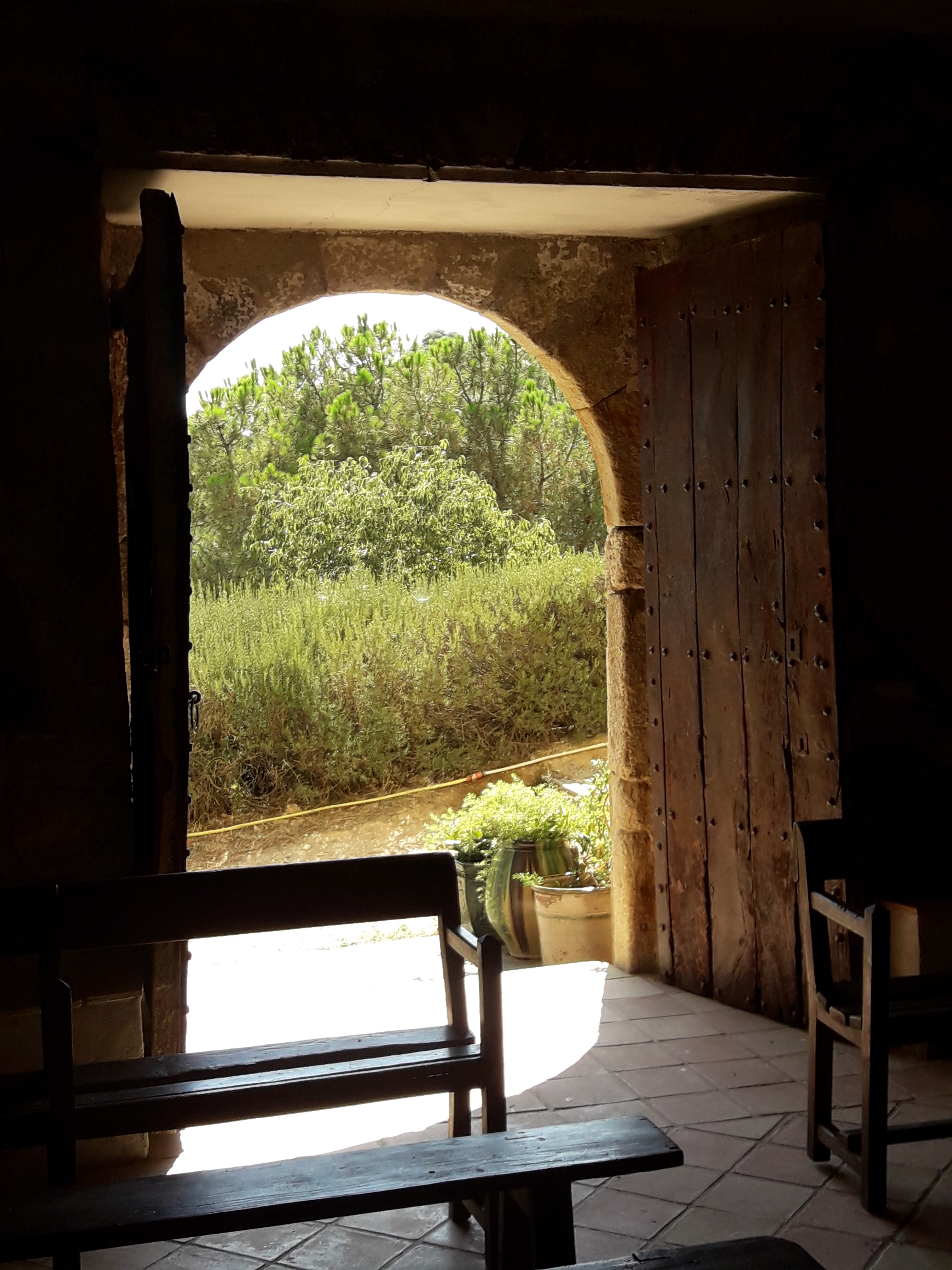
La porte d'entrée de l'église.
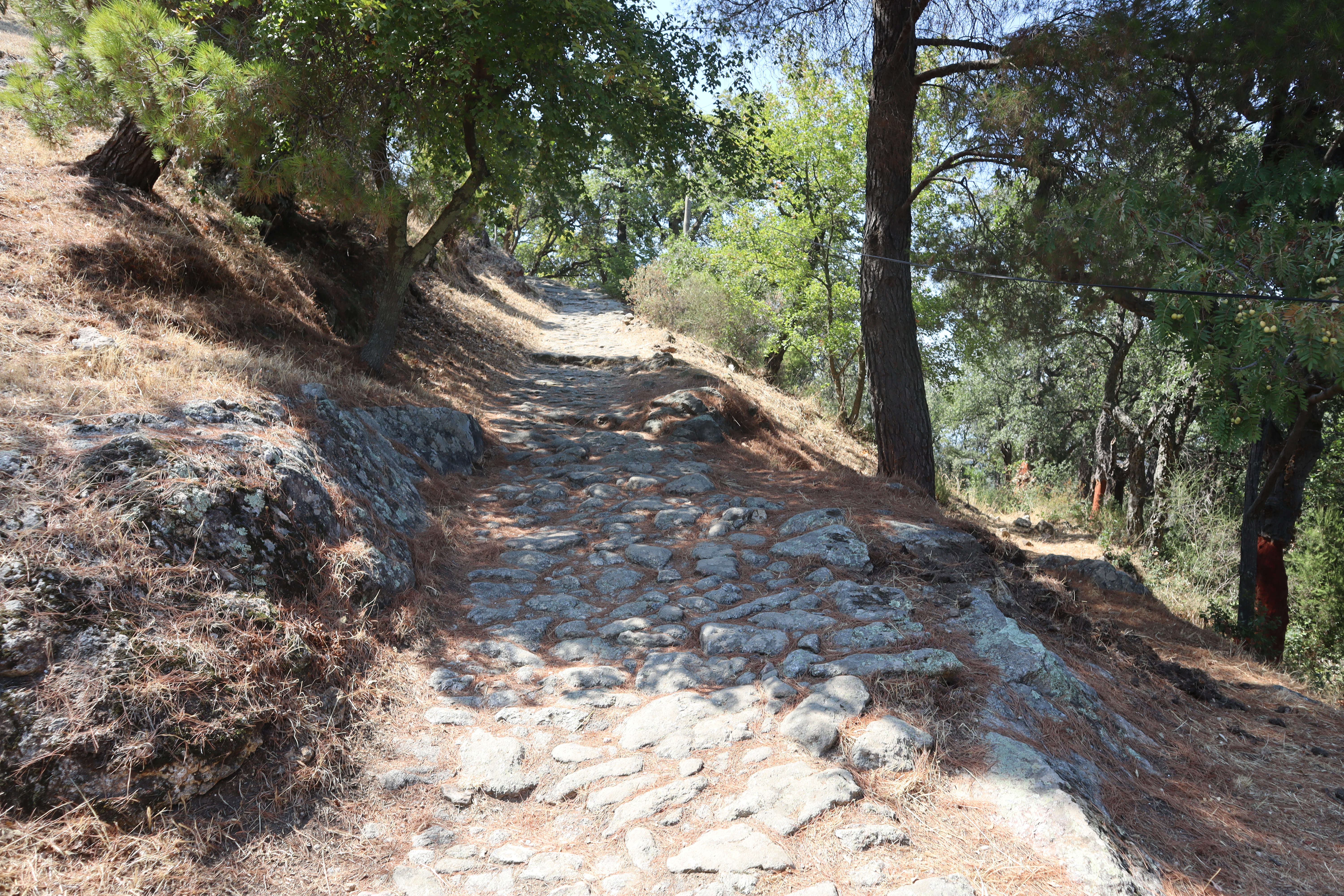
Le chemin d'accès.